# Mademba Seye
Pour les articles homonymes, voir Seye.
Mademba Seye ou Mademba Sy, né le 3 mars 1852 à Saint-Louis du Sénégal et mort le 25 juillet 1918, était le Fama (Roi) des états de Sansanding, commune du Mali, dans le cercle et la région de Ségou.

## Biographie

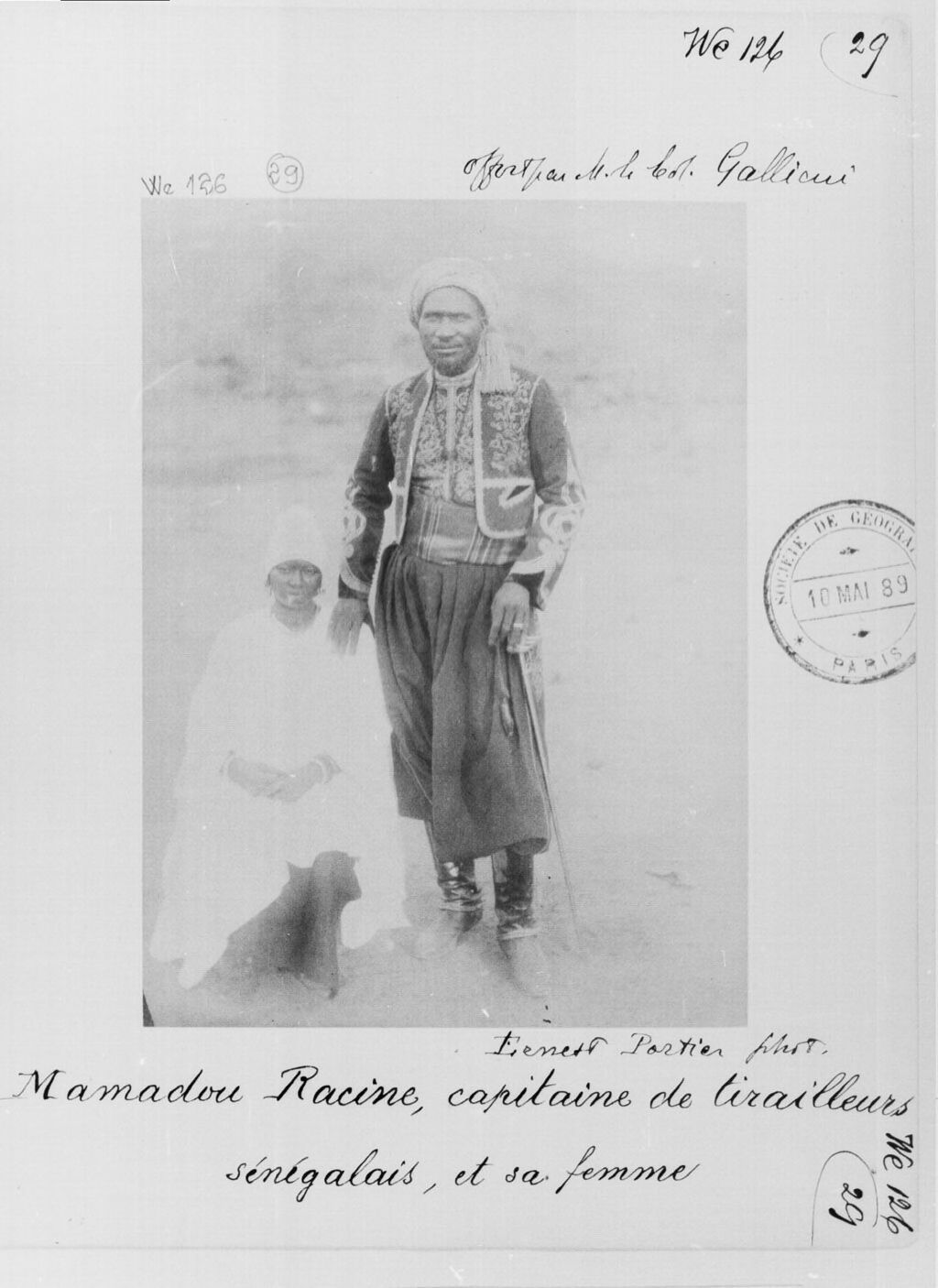
Mamadou Racine et sa femme en 1889 - premier Officier des Tirailleurs sénégalais - né à Podor

Mademba  est le fils de Baye Seye et de Penda Dia. Il a pour frère Mamadou Racine (1838-1902) premier officier des Tirailleurs sénégalais, lieutenant puis capitaine. Mademba a six ou sept épouses à soixante-cinq ans. 
Cinq de ses fils arrivent au Lycée d'Alger le 3 juillet 1904. Deux autres suivront mais trois d'entre eux ne survivront pas aux maladies et au climat. Abdel Kader et Cheikh deviendront officiers dans les tirailleurs sénégalais, Racine se fit ingénieur agronome et Ben Daoud enseignant de l'administration coloniale.

### Carrière politique
En 1880 le lieutenant-colonel Bornis-Desbordes découvre Mademba Seye, employé des postes à Médine, porté par de hautes qualités. Il deviendra constructeur de lignes télégraphiques dont celle de Médine à Kita. Mademba s’intègre très vite dans le processus de colonisation du territoire et rend de grands services. En 1886, il est envoyé en France, au fort du Mont-Valérien, où il s'initie aussi bien à la vie parisienne qu'au télégraphe militaire.

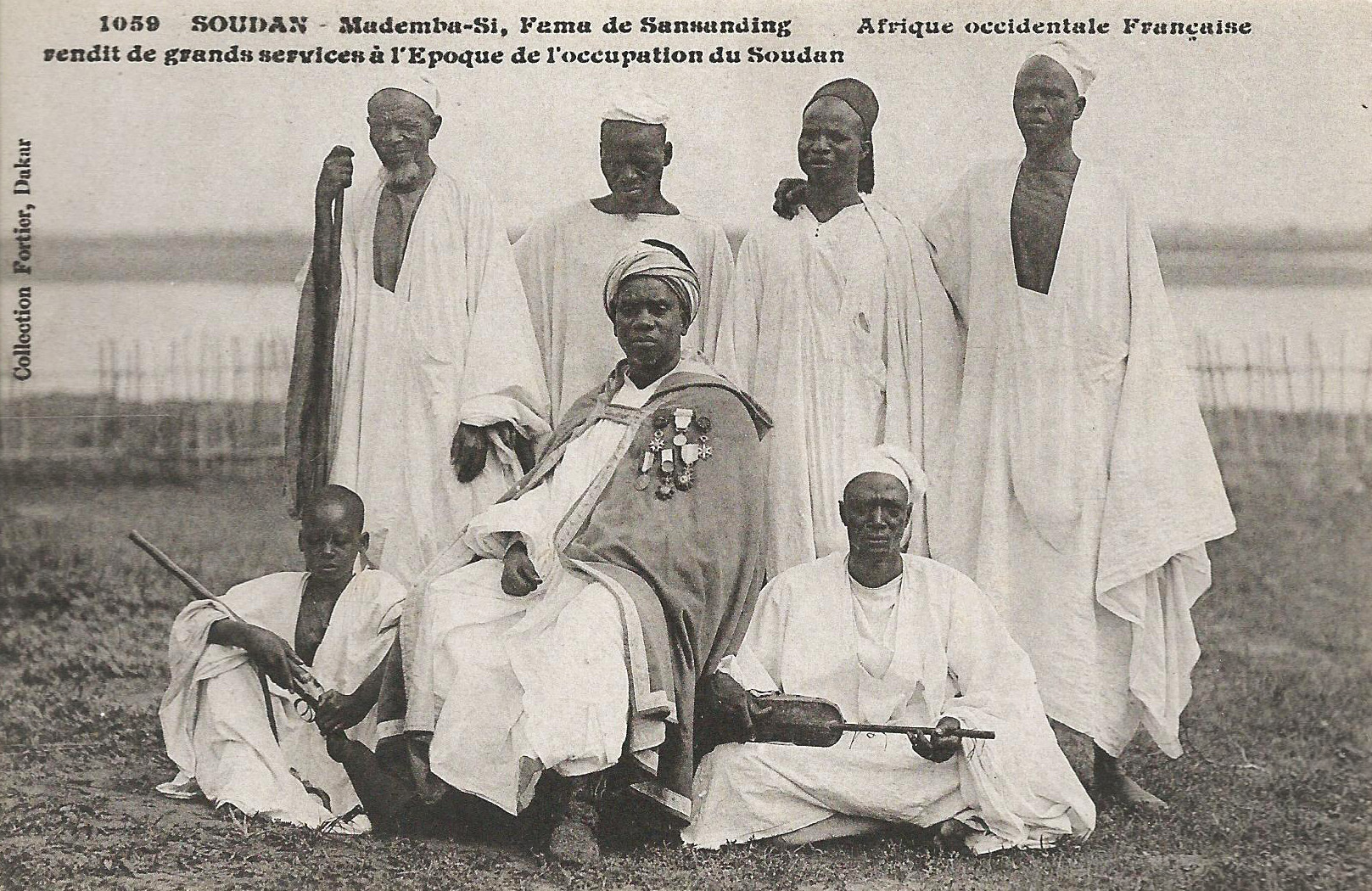
Mademba-Si, Fama de Sansanding.

Mademba était également un proche du colonel Louis Archinard (1850-1932), lorsqu'il captura Ségou en 1890 conquérant du Soudan (l’actuel Mali) et incarnation du « colonialisme triomphant ».
En 1891, après la prise de Nioro du Sahel et de l’ensemble des États Toucouleurs, le royaume de Sansanding est confié à Mademba  en remerciement de sa collaboration et fidélité.
Mademba sera le premier chef du bureau politique du Soudan, c'est-à-dire le premier prédécesseur du Gouverneur de l'Afrique-Occidentale française Jean-Baptiste Chaudié le 16 juin 1895. Un titre équivalent à un Roi, mais un royaume en viager, sans transmission possible, son titre solennel s’éteindra avec lui.
Un reporter du Temps établit en 1912 la biographie de Mademba et raconte son séjour au royaume de Sansanding, et sa rencontre avec le roi dans son palais.

### Mise en valeur de ses terres: la culture du coton
Dès la fin des années 1890, en coopération avec l'Association cotonnière coloniale (ACC) à partir de 1903 et avec les pouvoirs publics de la colonie, des essais de plantations cotonnières furent réalisées sur ses terres dans la région de Ségou. Il se montrait à tort optimiste tandis que le président de l'ACC le présentait comme « un indigène particulièrement intelligent dont l'influence près de (sic) ses compatriotes est précieuse pour nous ». Il s'est rendu en France en 1906, pour y vendre sa récolte de coton et assister à l'exposition coloniale de Marseille. Il a séjourné à Paris, où il prend part au banquet donné par le syndicat général de l'industrie cotonnière et l'ACC en l'honneur du gouverneur général de l'Afrique-Occidentale française Ernest Roume ; le président de l'ACC souhaite la bienvenue à « ce convive noir vêtu à l'européenne ». Des quotidiens parisiens présentent son action en faveur de la culture du coton et dressent son portrait : 

« Il y a en ce moment à Paris un roi fort coloré de teint, mais qui se fait beaucoup moins remarquer que d'autres souverains des colonies. (...) Il est habillé comme vous et moi, avec cette différence que la rosette de la Légion d'honneur illustre le revers de sa redingote. Et pourtant il est foura, c'est-à-dire roi de Sousouding sur le Niger. Mais il préfère de beaucoup qu'on l'appelle Monsieur, comme un simple blanc (...). Il convient d'ajouter que Mademba (...) non seulement parle le français le plus pur, mais pense comme un Français et, ce qui est beaucoup plus rare, a les mêmes conceptions morales. »

 Il est venu aussi visiter des usines de textile, à Rouen notamment, et le port du Havre, où se négocie le coton. Le 21 octobre 1906 il est ainsi présent à Auberchicourt pour visiter la Compagnie des mines d'Aniche, il est accompagné de son neveu Iba Diaye et de l'explorateur Chevalier et reçu par le maire M. Poteau et M. Lemay, gérant des mines d'Aniche. L'ACC lui décerne la médaille d'or de l'agriculture lors de l'exposition coloniale de 1907.

## Distinctions
- Chevalier de la Légion d'Honneur le 30 décembre 1886[14]
- Officier de la Légion d'Honneur
- Commandeur du Mérite agricole